# Gran Premio d'Italia 1935
Il Gran Premio d'Italia 1935 è stato la sesta prova del Campionato europeo 1935.

## Vetture
Vetture iscritte alla gara.
| Costruttore   | Vettura | Categoria  | Cilindrata            |
| ------------- | ------- | ---------- | --------------------- |
| Alfa Romeo    | P3      | Grand Prix | 3200 cc - 8 cilindri  |
| Alfa Romeo    | 8C 35   | Grand Prix | 3800 cc - 8 cilindri  |
| Auto Union    | Type B  | Grand Prix | 5000 cc - 16 cilindri |
| Bugatti       | Tipo 59 | Grand Prix | 3300cc - 8 cilindri   |
| Maserati      | 6C 34   | Grand Prix | 3700cc - 6 cilindri   |
| Maserati      | V8RI    | Grand Prix | 4800cc - 8 cilindri   |
| Mercedes-Benz | W25     | Grand Prix | 4000 cc - 8 cilindri  |
| Monaco-Trossi |         | Grand Prix | 4000 cc - 16 cilindri |

## Risultati
Risultati finali della gara.
| Pos | Nº | Pilota                          | Scuderia                   | Vettura            | Giri | Tempo /Ritiro        |
| --- | -- | ------------------------------- | -------------------------- | ------------------ | ---- | -------------------- |
| 1   | 12 | Hans Stuck                      | Auto Union AG              | Auto Union Type B  | 73   | 3h40'09"             |
| 2   | 20 | René Dreyfus Tazio Nuvolari     | Scuderia Ferrari           | Alfa Romeo 8C 35   | 73   | 3h41'50"0            |
| 3   | 36 | Paul Pietsch Bernd Rosemeyer    | Auto Union AG              | Auto Union Type B  | 70   | 3h40'13"6            |
| 4   | 28 | Attilio Marinoni                | Scuderia Ferrari           | Alfa Romeo 8C 35   | 68   | 3h42'33"8            |
| 5   | 4  | Piero Taruffi                   | Automobiles Ettore Bugatti | Bugatti Tipo 59    | 59   | 3h43'57"6            |
| Rit | 34 | Hermann Lang                    | Daimler-Benz AG            | Mercedes-Benz W25  | 55   | Serbatoio dell'olio  |
| Rit | 10 | Tazio Nuvolari                  | Scuderia Ferrari           | Alfa Romeo 8C 35   | 45   | Motore               |
| Rit | 26 | Manfred von Brauchitsch         | Daimler-Benz AG            | Mercedes-Benz W25  | 42   | Incidente            |
| Rit | 6  | Rudolf Caracciola Luigi Fagioli | Daimler-Benz AG            | Mercedes-Benz W25B | 42   | Trasmissione         |
| Rit | 16 | Jean-Pierre Wimille             | Automobiles Ettore Bugatti | Bugatti Tipo 59    | 27   | Incendio             |
| Rit | 30 | Bernd Rosemeyer                 | Auto Union AG              | Auto Union Type B  | 19   | Freni e trasmissione |
| Rit | 24 | Goffredo Zehender               | Scuderia Subalpina         | Maserati 6C 34     | 15   | Freni                |
| Rit | 14 | Philippe Étancelin              | Scuderia Subalpina         | Maserati V8RI      | 14   | Incidente            |
| Rit | 22 | Achille Varzi                   | Auto Union AG              | Auto Union Type B  | 14   | Motore               |
| Rit | 18 | Luigi Fagioli                   | Daimler-Benz AG            | Mercedes-Benz W25B | 11   | Freni                |
| Rit | 32 | Pietro Ghersi                   | Scuderia Subalpina         | Maserati 6C34      | 4    | Pompa dell'olio      |
| NP  | 2  | Nino Farina                     | Scuderia Subalpina         | Maserati V8RI      | 0    | Motore               |

Note
Giro veloce: Tazio Nuvolari (2'49"8 al trentatreesimo giro)